# クラウディオ・リベルジャーニ
クラウディオ・リベルジャーニ（Claudio Liverziani　1975年3月4日 - ）は、イタリア共和国出身の元プロ野球選手（一塁手）。右投左打。

## 経歴
1991年、セリエAのノヴァーラ・ベースボールでプロデビュー。
1996年、アトランタオリンピックのイタリア代表に初選出された。
1997年、シアトル・マリナーズと契約し、傘下A級のウィスコンシン・ティンバーラトラーズでプレー。1998年限りで退団。
1999年、イタリアに帰国し、セリエAのセメンザート・リミニに入団。
2000年、シドニーオリンピックのイタリア代表に前大会に引き続きで選出された。
2002年、フォルティチュード・ボローニャに移籍。
2004年、アテネオリンピックのイタリア代表に3大会連続で選出された。
2006年、2006 ワールド・ベースボール・クラシックのイタリア代表に選出された。
2009年5月、イタリアンベースボールリーグで史上7人目となる通算1,000本安打を達成した。12月、イタリアオリンピック委員会からドーピング違反により2年間の出場停止処分を受けた。
2012年にボローニャに復帰し、2014年には通算1,000試合出場を達成した。
40歳を過ぎてもプレーを続けたが、2016年シーズン限りで現役を引退した。